# Comptine (Rochette)
Comptine est une œuvre de la plasticienne française Anne Rochette située à Paris, en France. Créée et installée en 1999 dans les jardins des Tuileries, il s'agit d'une installation de plusieurs sculptures en bronze peint, entourées d'une clôture.

## Description
L'œuvre prend la forme d'un ensemble de quatre sculptures de petite taille en bronze polychrome : une fontaine centrale et trois objets colorés. Elles sont distribuées entre les plates-bandes d'un jardin potager, lequel est entouré d'une clôture ondulée en fer.

## Localisation
L'œuvre est installée à l'emplacement d'un parterre des jardins des Tuileries. Le jardin potager dans lequel elle est située est entretenu.

## Histoire
Comptine est une œuvre de Anne Rochette et date de 1999. Commande publique de l'État français, elle est installée en 2000 dans les jardins des Tuileries.

## Artiste
Anne Rochette (née en 1957) est une plasticienne français.